# Anouska van der Zee
Anouska van der Zee (Utrecht, 5 de juny de 1976) va ser una ciclista neerlandesa, professional del 1999 al 2005. Va combinar la carretera amb el ciclisme en pista. Va participar en els Jocs Olímpics de 2004.

## Palmarès en ruta
- 1997
  - 1a al Gran Premi de Boekel
- 2001
  - Vencedora d'una etapa a la Ster van Walcheren
  - Vencedora d'una etapa a la Ster van Zeeland
- 2002
  - Vencedora d'una etapa al Gran Premi de Boekel

## Palmarès en pista

### Resultats a laCopa del Món
- 2000
  - 1a a Ciutat de Mèxic, en Puntuació